# Contrada della Porta
La Contrada della Porta è stata una contrada di Milano appartenente al sestiere di Porta Vercellina.

## Confini
I confini della contrada si sviluppavano tra l'angolo tra via San Vincenzino e via Meravigli, dove confinava con la contrada della Piscina, fino all'incrocio tra via Orsole e via San Vittore al Teatro, dove confinava con la contrada dei Morigi, per poi continuare lungo via San Vittore al Teatro, via Brisa, corso Magenta fino alla Cerchia dei Navigli. Da qui proseguiva fino al menzionato angolo tra via San Vincenzino e via Meravigli, dove confinava con il sestiere di Porta Comasina.    

## Luoghi di culto

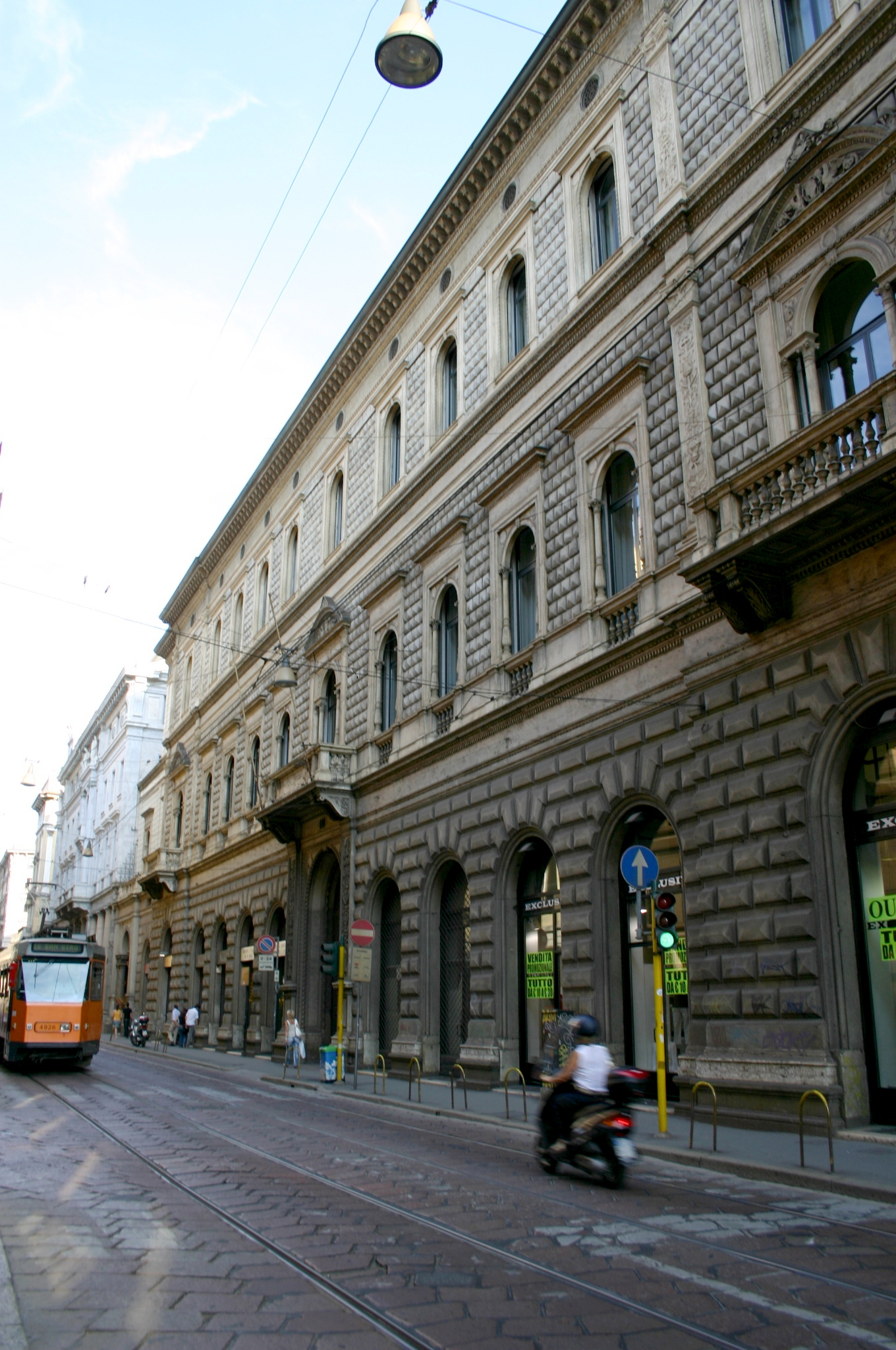
Scorcio di via Meravigli

Degne di nota, tra le architetture religiose situate nella contrada, sono la chiesa di Santa Maria alla Porta, la chiesa di San Nicolao, la chiesa di San Pietro Cagalenti (poi rinominata chiesa dei Santi Pietro e Lino), la chiesa di San Giovanni sul Muro e la basilica di San Vincenzo in Prato.

## Storia
La contrada prende il nome da Porta Giovia, pusterla, ovvero una porta minore cittadina, posta sul tracciato medievale delle mura di Milano; il varco principale di riferimento di Porta Giovia, di cui quest'ultima era succursale, era Porta Vercellina medievale. Accanto alla contrada, era presente anche un borgo di Porta Giovia: di entrambe abbiamo prove documentate. 

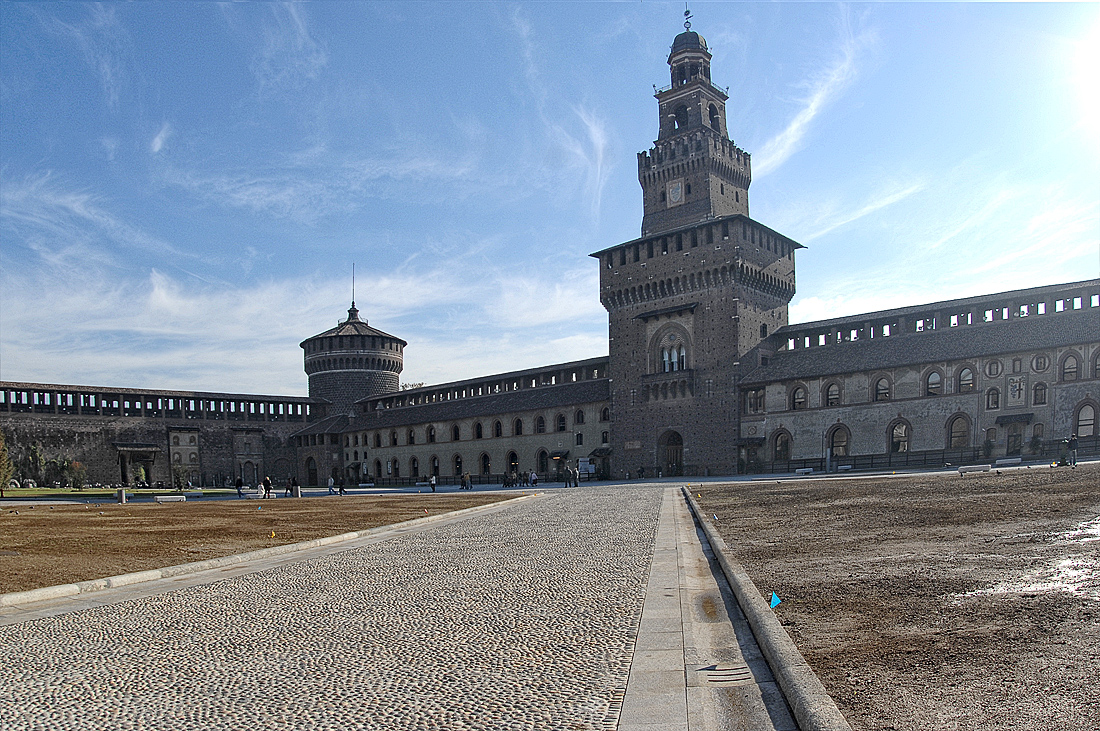
Il Castello Sforzesco di Milano. Nacque sui resti di una precedente fortificazione risalente al XIV secolo nota come Rocca Giovia, che aveva annessa l'omonima porta. Con l'ampliamento della struttura, Porta Giovia venne assorbita nel complesso edilizio

Degna di nota è l'etimologia del nome di via Meravigli: deriva dalla nobile famiglia milanese dei Meraviglia (sui documenti del XII e del XIII secolo è riportato de Meravellia, Meravillia o Mirabilia). In seguito, su mappe del XVIII secolo, il tratto di via Meravigli tra via Orsole, via Porlzza e via Brisa è chiamato via dei Santi Pietro e Lino (quindi come il nome più recente della sopra menzionata chiesa dei Santi Pietro e Lino).  
Altre vie di rilievo appartenenti alla contrada furono via San Vincenzino (ora via Manfredo Camperio), via Porlezza, via San Giovanni al Muro e vicolo San Giovanni al Muro. L'antico nome della prima via citata era via del Maino, dal nome dell'antica e omonima famiglia milanese: anche via Porlezza derivava la denominazione da uno storico e omonimo casato nobiliare della città. Via Porlezza, anticamente, era divisa in due tratti, con il primo che si chiamava via San Vincenzino e che sboccava dell'omonima via sopra menzionata, mentre il secondo tratto era chiamato via delle Lobbie. Via San Giovanni al Muro, anticamente, era invece chiamata via San Giacomo in Porta Vercellina. Vicolo San Giovanni al Muro, un tempo, era invece denominato vicolo del Crocefisso.